# یواس‌اس گلندور (اس‌پی-۲۹۲)
یواس‌اس گلندور (اس‌پی-۲۹۲) (به انگلیسی: USS Glendoveer (SP-292)) یک کشتی بود که طول آن ۷۴ فوت (۲۳ متر) بود. این کشتی در سال ۱۹۰۷ ساخته شد.